# Чернат, Флорин
Флорин Чернат (рум. Florin Lucian Cernat; 10 марта 1980, Галац) — румынский футболист, полузащитник.

## Биография
Начал заниматься футболом в юношеской команде «Оцелул».
Долгое время считался[кем?] одним из самых перспективных полузащитников румынского футбола.
В 2001 году заключил контракт с киевским «Динамо», в составе которого провёл 196 матчей (из них 37 — в еврокубках) и забил 40 голов. Стал одним из лучших плей-мейкеров в «Динамо» Киев, за всю историю клуба.
В июне 2009 года получил статус свободного агента и подписал трехлетний контракт с хорватским клубом «Хайдук» (Сплит).
29 июня 2010 года подписал двухлетний контракт с турецким клубом «Кардемир Карабюкспор». 15 августа 2010 года дебютировал в чемпионате Турции 2010/11 в домашнем матче против «Манисаспора». 13 сентября 2010 года открыл счёт своим голам за «Кардемир Карабюкспор» в выездном матче против «Касымпаши».
За сборную Румынии дебютировал 23 июля 2002 года и провёл 14 матчей (2 гола).
В июне 2018 года заявил, что завершает карьеру футболиста (в возрасте 38 лет) и что он останется в клубе «Волунтари» в качестве спортивного директора.

## Достижения
- Чемпион Румынии (2): 1998/99, 1999/00
- Обладатель Кубка Румынии: 1999/00
- Чемпион Украины (5): 2000/01, 2002/03, 2003/04, 2006/07, 2008/09
- Серебряный призёр чемпионата Украины (3): 2001/02, 2004/05, 2005/06
- Обладатель Кубка Украины (4): 2002/03, 2004/05, 2005/06, 2006/07
- Финалист Кубка Украины (1): 2001/02
- Обладатель Суперкубка Украины (2): 2004, 2006
- Обладатель Кубка Хорватии (1): 2010

## Статистика
| Сезон   | Команда           | Матчи | Голы |
| ------- | ----------------- | ----- | ---- |
| 1998/99 | Оцелул            | 18    | 2    |
| 1999/00 | Оцелул            | 18    | 3    |
| 1999/00 | Динамо (Бухарест) | 10    | 0    |
| 2000/01 | Динамо (Бухарест) | 15    | 2    |
| 2000/01 | Динамо (Киев)     | 13    | 5    |
| 2001/02 | Динамо (Киев)     | 46    | 9    |
| 2002/03 | Динамо (Киев)     | 38    | 11   |
| 2003/04 | Динамо (Киев)     | 23    | 5    |
| 2004/05 | Динамо (Киев)     | 35    | 4    |
| 2005/06 | Динамо (Киев)     | 18    | 1    |
| 2006/07 | Динамо (Киев)     | 21    | 2    |
| 2007/08 | Хайдук (Сплит)    | 38    | 10   |
| 2008/09 | Динамо (Киев)     | 11    | 3    |